# Pouteria triplarifolia
Pouteria triplarifolia är en tvåhjärtbladig växtart som beskrevs av C.K.Allen och T.D. Pennington. Pouteria triplarifolia ingår i släktet Pouteria och familjen Sapotaceae. IUCN kategoriserar arten globalt som sårbar. Inga underarter finns listade i Catalogue of Life.